# GAZ-51
El GAZ-51 es el más conocido, popular, y largamente producido de los camiones fabricados en la Unión Soviética después de la Segunda Guerra Mundial. Fue reemplazado por otros modelos de camiones, y se licenció su producción a varios países. [cita requerida]

## Historia
Sus primeros prototipos fueron producidos antes del final de la Segunda Guerra Mundial, y la producción en masa empezó en 1946. Una variante estándar 2,5 ton 4x2 se unió en el mercado en 1947 a un camión de capacidad de una tonelada, resultó ser casi idéntico a la versión 4x4 del GAZ-63. Ambas variantes estaban propulsados por motores de seis cilindros, con una potencia de 70 caballos de vapor (51 kW), y 3.485 cc. Junto con el GAZ-63 fue fabricado con algunos cambios de carrocería y otros componentes hasta 1968.
La producción de GAZ-51 continuó hasta 1975, y estos camiones eran tan populares, que también fueron fabricados bajo licencia en Polonia (conocido como FSC Lublin-51), en Corea del Norte (como  Sungri-58, funcionando con Gasógeno ), y en China (como el Jiefang CA-30 o como el Yuejin NJ-130).

## Variantes
Jiefang CA-30/Yuejin NJ-130
Producidos en China desde 1952 hasta 1969, eran los camiones de dotación del Ejército Popular de Liberación, retirados luego en favor de diseños de producción local, muy similares al modelo ruso; pero con una notable ampliación de sus capacidades y dotados de motores de fabricación local.
Sungri-58
Fabricado desde 1958 hasta 1979. Basado en el GAZ 51. Su nombre Sungri (Synri, Sungli, Sungni) traduce "Victoria". Fue manufacturado por Sungri Motors de la ciudad de Tokchon. Era en su versión inicial un camión de transmisión 4x2, con 2 toneladas de capacidad de carga útil, un motor de 3.5 litros de 6 cilindros originalmente a gasolina. Se fabricaron versiones como camión de carga, autobuses, camiones de bomberos, camiones y hasta tractores. A menudo se han visto versiones modificadas para ser alimentadas por un generador de gas (un convertidor de madera putrefacta en gas combustible) dada la escasez de combustibles en Corea del Norte. Dentro de los camión de Corea del Norte fue uno de los modelos más importantes por muchos años.
Lublin 51
Versión construida en Polonia, toda la mecánica seguía sin cambios de consideración.